# وزارت دارایی گرجستان
وزارت دارایی (گرجی: საქართველოს ფინანსთა სამინისტრო :) یک آژانس دولتی در کابینه گرجستان است که مسئول تنظیم بخش مالی در جمهوری گرجستان است. لاشا خوتسیشویلی از اول آوریل ۲۰۲۱ به عنوان وزیر خدمت می‌کند.

## ساختار
وظایف اصلی این وزارتخانه تنظیم بخش مالی از طریق تضمین توسعه اقتصادی پایدار و ثبات مالی است. اجرای سیاست‌های دولتی در مورد مسائل مالی، بودجه و مالیات. تضمین ثبات مالی دولت و توسعه بازارهای مالی در کشور؛ جذب اعتباردهندگان خارجی به اقتصاد گرجستان؛ بهبود بودجه ریزی، پیش‌بینی مالیات، مکانیسم‌های مالی؛ حصول اطمینان از کنترل مالی بر وجوه و مخارج بودجه؛ توسعه خزانه داری، بسیج درآمد، تأمین مدیریت بودجه بودجه دولتی و کنترل حرکت وجوه در داخل گرجستان.

## بودجه
بودجه وزارت دارایی در سال ۲۰۲۳، ۱۰۶ میلیون لاری (۳۹٫۹ میلیون دلار) است که نسبت به سال ۲۰۲۲، ۵۹۶۰۰۰ لاری (۲۲۴۵۲۱ دلار) افزایش یافته است.